# Andrzej Zarzecki
Andrzej Zarzecki (ur. 30 listopada 1971 w Sulechowie, zm. 24 marca 1993 w Zielonej Górze) – polski żużlowiec.

## Życiorys
Przez całą swoją karierę (1988–1993) reprezentował klub Falubaz (Morawski) Zielona Góra. W 1989 r. zdobył srebrny, a w 1991 r. – złoty medal Drużynowych Mistrzostw Polski, natomiast w 1992 r. zdobył Drużynowy Puchar Polski. Dwukrotnie uczestniczył w finałach Młodzieżowych Indywidualnych Mistrzostw Polski (Toruń 1991 – IV m., Tarnów 1992 – brązowy medal), w 1992 r. był również finalistą Indywidualnych Mistrzostwa Polski (Zielona Góra – X m.). Dwukrotnie zdobył brązowe medale w finałach Młodzieżowych Mistrzostw Polski Par Klubowych (Gorzów Wielkopolski 1991, Toruń 1992). Był finalistą Młodzieżowych Drużynowych Mistrzostw Polski (Bydgoszcz 1992 – IV m.) oraz trzykrotnym finalistą turniejów o "Srebrny Kask" (Zielona Góra 1990 – X m., Świętochłowice i Opole 1991 – II m., Grudziądz 1992 – VI m.).
Zmarł 24 marca 1993 r. na skutek obrażeń odniesionych podczas wypadku, któremu uległ w czasie rozegranego trzy dni wcześniej towarzyskiego meczu Morawskiego Zielona Góra z Unią Leszno.

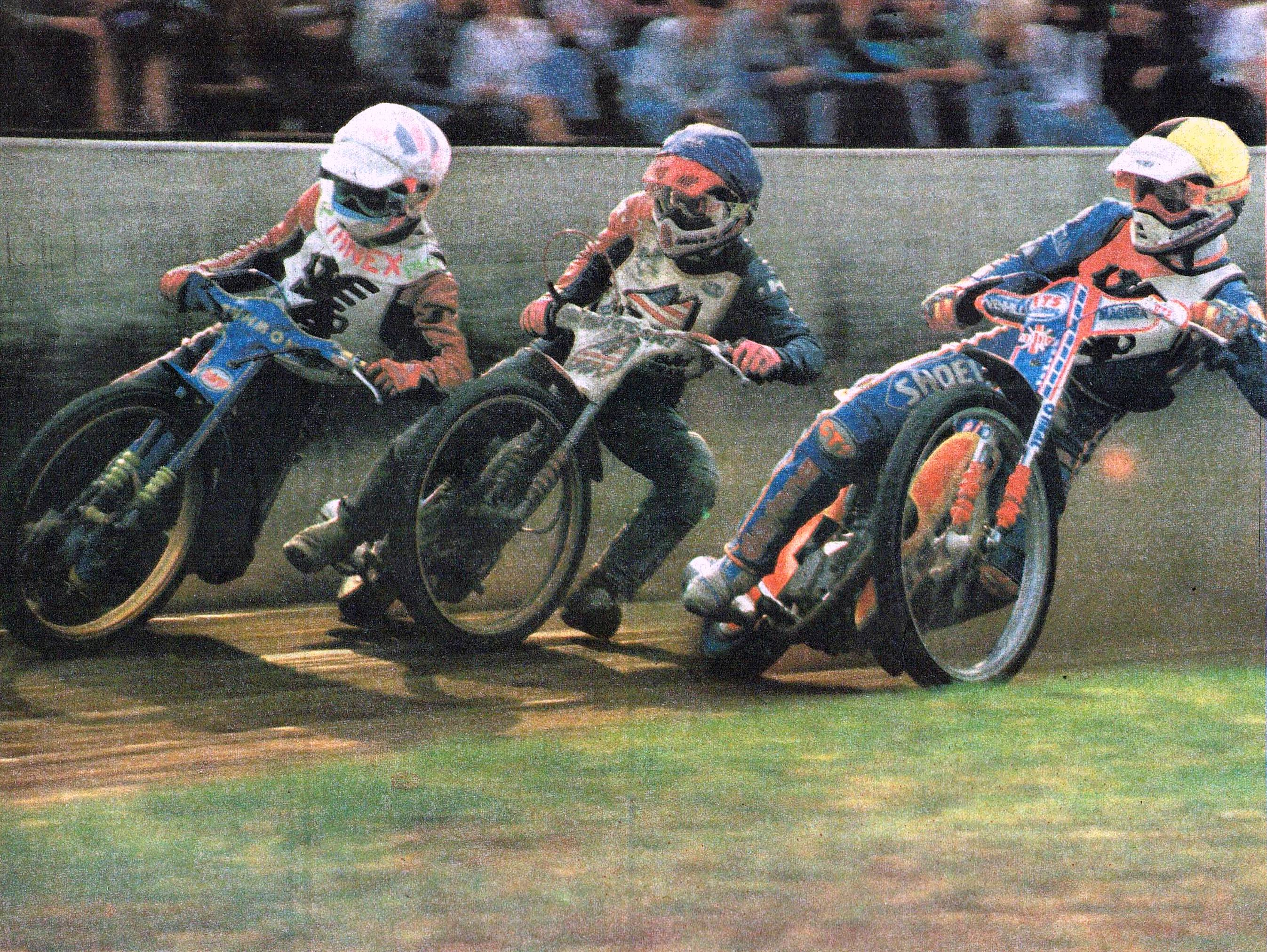
Andrzej Zarzecki (w niebieskim kasku). Z lewej W.Cieślewicz, z prawej S.Ermolenko. 1992.